# لیلی و مجنون (فیلم ۱۳۳۵)
لیلی و مجنون فیلمی به کارگردانی  و نویسندگی علی‌محمد نوربخش ساختهٔ سال ۱۳۳۵ است.

## بازیگران
- محسن فرید
- هوشنگ منظوری
- هادی طاهر
- منوچهر اخضرپور
- اصغر بیچاره
- غلامحسین نقشینه
- مهوش